# Kutîșce, Liubar
Kutîșce (în ucraineană Кутище) este un sat în comuna Lîpne din raionul Liubar, regiunea Jîtomîr, Ucraina.

## Demografie
Componența lingvistică a localității Kutîșce
     Ucraineană (98,97%)
     Rusă (1,03%)
Conform recensământului din 2001, majoritatea populației localității Kutîșce era vorbitoare de ucraineană (98,97%), existând în minoritate și vorbitori de rusă (1,03%).